# Fisciano
Fisciano è un comune italiano di 14 173 abitanti della provincia di Salerno in Campania.
È composto da 28 centri abitati, situati lungo le strade che attraversano l'antica centuriazione romana, suddivisi tra il capoluogo e 10 frazioni. Dal 1988 ospita il campus principale dell'Università degli Studi di Salerno.

## Geografia fisica

### Territorio

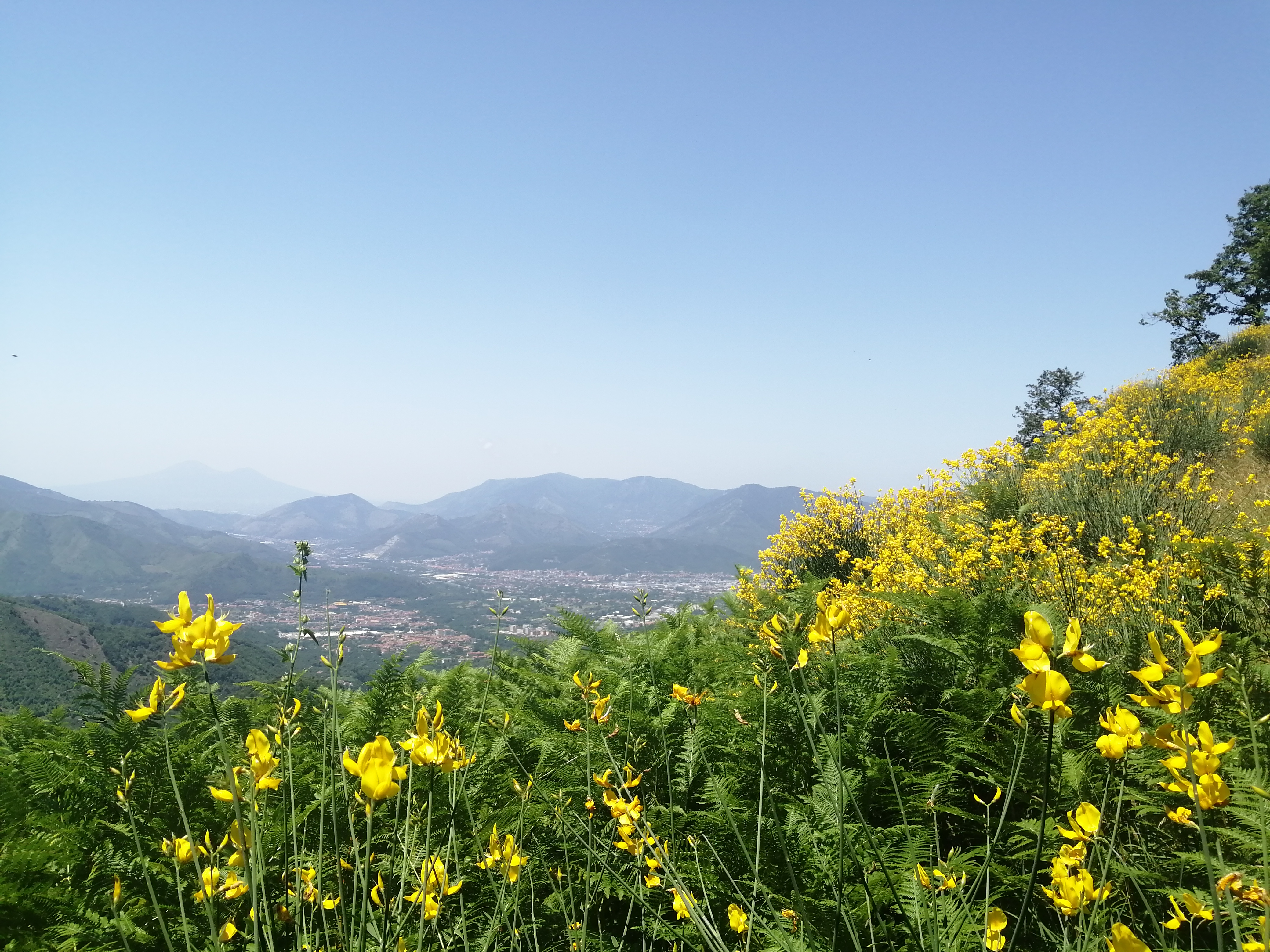
Vista del territorio da Poggio Papariello, Frassineto.

Il territorio del comune, la cui numerazione geografica è di 3.152 ettari, è situato in parte sul versante sud-occidentale del Pizzo San Michele (1.567 m s.l.m.), in parte sul rilievo del monte Monna e, nella parte bassa, nella Valle alluvionale del Solofrana.
Rocce calcaree dolomitiche costituiscono il substrato alluvionale (ghiaia e tufo grigio) e vulcanico (lapilli, pozzolane, pomici) che nei secoli hanno riempito il fondo valle. Dal punto di vista della idrologia importante risulta la circolazione idrica sotterranea.
L'altitudine, tra colline, piccole valli, boschi, faggeti, uliveti e castagneti, è compresa tra i 140 e i 1.200 m.
- Classificazione sismica: zona 2 (sismicità media), Ordinanza PCM. 3274 del 20/03/2003.

### Clima
- Classificazione climatica: zona D, 1669 GG.

## Storia

### Età antica
Quanto ai primi abitanti della zona, sono due le ipotesi più accreditate. La prima si rifà a Virgilio (Eneide Libro VII), il quale dice che i primi ad insediarsi furono i Sarrastri, futuri fondatori di Sarno. La seconda, ritenuta più credibile, considera i Sarrastri un popolo mitico, in quanto il primo popolo storico ad insediarsi è stato quello degli Osci. Ritrovamenti di tombe risalenti al IV secolo a.C., nella zona di Mandrizzo-Pattano, hanno confermato inoltre che, in quel tempo, vi erano in zona insediamenti degli Etruschi, probabilmente integrati con le popolazioni autoctone del ceppo osco e sannitico-irpino.
A cavallo tra il VI e il V secolo a.C. dunque, la valle dell'Irno costituiva un importante sbocco naturale verso il mare ed Osci ed Etruschi vi avevano costituito numerosi insediamenti, anche se i loro traffici erano contrastati dalla potenza navale di Cuma e della colonia greca di Poseidon (Paestum).  I Romani penetrarono invece nelle valli del Sarno e dell'Irno, provenendo da Pompei e si stabilirono nella vallata dell'Irno intorno all'88 a.C., dopo che Silla prevalse su Mario e decise di elargire terre ai veterani, che avevano combattuto al suo fianco contro Mario.
Il ruolo strategico della Valle dell'Irno con il suo sbocco a mare è stato sicuramente causa di conflitto con i vicini greci di Paestum. La conquista e la successiva integrazione nell'orbita romana ha lasciato molte tracce sul territorio.
Le terre fiscianesi vennero così divise in Centurie ed affidate alla cura delle famiglie romane che vi si trasferirono, come testimoniano i resti di un'antica Villa romana, venuta alla luce nel 1981 in località Macchione.
Il dominio romano dura fino all'invasione barbarica. Infatti i Bizantini, dopo aver sconfitto i Goti nella battaglia sul Sarno, dominarono Salerno e tutta la valle dell'Irno, fino a che, a loro volta, cedettero ai Longobardi.
Nel 640, il Duca longobardo Arechi I tenta invano di occupare Napoli e così concentra tutte le forze nella valle dell'Irno, che divenne campo base per la futura occupazione longobarda di Salerno. La presenza longobarda a Fisciano è attestata non solo dall'introduzione di alcuni culti, ma anche da toponimi come Curti, Curteri, Isolella (Salella), Mallone (Mallo puplicus, luogo di riunione pubblica), Carpineto, Nocelleto, Canfora, Settefichi.
Il disfacimento dell'impero romano d'Occidente creò un periodo di instabilità finito con la vittoria sul Sarno dei Bizantini contro i Goti. Ben presto gli orientali cedettero il passo ai Longobardi e, successivamente ai Normanni ed infine passò alla famiglia dei Sanseverino, sotto i quali visse un periodo di prosperità. 

### Età medievale
Le prime notizie documentate della località Fisciano risalgono al 977, in un atto di concessione di terre che, appartenenti alla Chiesa di S. Massimo in Salerno 'in loco fisano finibus rotensibus, passarono a Giovanni presbitero. In questo periodo cominciarono ad essere costruite anche le prime fortezze medievali e si consolidarono gli insediamenti urbani.
Dopo i Longobardi, si stabilirono nella zona i Normanni (nel 1066 circa), che con Turgisio, venuto al seguito di Roberto il Guiscardo, annetterono il territorio di Fisciano allo Stato dei Sanseverino. Turgisio (o Troisio) si impadronì anche di altri territori a nord di Salerno, di proprietà della Chiesa e per questo venne scomunicato. Restituiti allora alcuni territori, Turgisio stabilì la sede della sua signoria nel vecchio Gastaldato longobardo di Rota, ove germinò la potente dinastia dei Sanseverino, alla cui vicende resta legata anche Fisciano, fino alla caduta della dinastia nel 1553. In tale periodo tuttavia, l'intero territorio conobbe un certo sviluppo agricolo, commerciale ed artigianale, tant'è che ogni località cominciò ad essere conosciuta per l'attività che vi si esercitava (a Fisciano c'erano i ramai; a Lancusi gli armieri; a Penta i sarti ed i mascaturai).

### Età moderna
Nel 500 Fisciano, inserita ormai saldamente nello Stato dei Sanseverino, visse infatti la sua stagione più feconda e vide il suo territorio fiorire di ville patrizie e laboratori artigianali di chiara fama in tutto il Regno aragonese di Napoli.
Nel 1553 decadde la famiglia Sanseverino e, poiché il principe di Salerno, Ferrante, morì ad Avignone mentre si recava a chiedere aiuto a re Enrico II, Carlo V concesse il suo stato al Capitano Ferrante Gonzaga e ai suoi figli. Nel 1583, Ferrante Gonzaga vendette lo Stato di Sanseverino ai Duchi Carafa di Nocera, che lo cedettero a Francesco Maria Carafa, il quale, nel 1596, lo cedette 'sub hasta' a Diana Caracciolo, marchesa di Monteforte, che dichiarò di averlo acquistato (per 134.000 ducati) per conto del fratello Camillo, principe di Avellino. Ed ai Caracciolo di Avellino resterà fino all'eversione feudale, quando lo Stato di Sanseverino fu diviso in quattro (Calvanico, Penta, Acquamela e Mercato).
Fisciano seguì dunque le sorti dello Stato dei Sanseverino, anche se conobbe nei secoli successivi una grande industriosità e vivacità artistica, con il pittore di Penta, Michele Ricciardi e con Giuseppe Celentano, autore di pregevoli opere artistiche in rame.

### Età contemporanea
Durante il decennio francese (1806-1815), con la soppressione della feudalità e la riorganizzazione amministrativa del Regno di Napoli, Fisciano divenne Comune autonomo, nel 1810: nacque su un vasto territorio, comprendente 11 frazioni, boschi, amene campagne, faggeti e castagneti, in seguito allo smembramento del Principato dei Sanseverino, decretato con la legge di Gioacchino Murat del 1806.
Durante questo periodo, Fisciano passo in mano ai Francesi, che offrirono al paese la famosa statua di Maria Santissima delle Grazie, oggi conservata nella chiesa dello Spirito Santo, che venne costruita dopo la guerra francese.

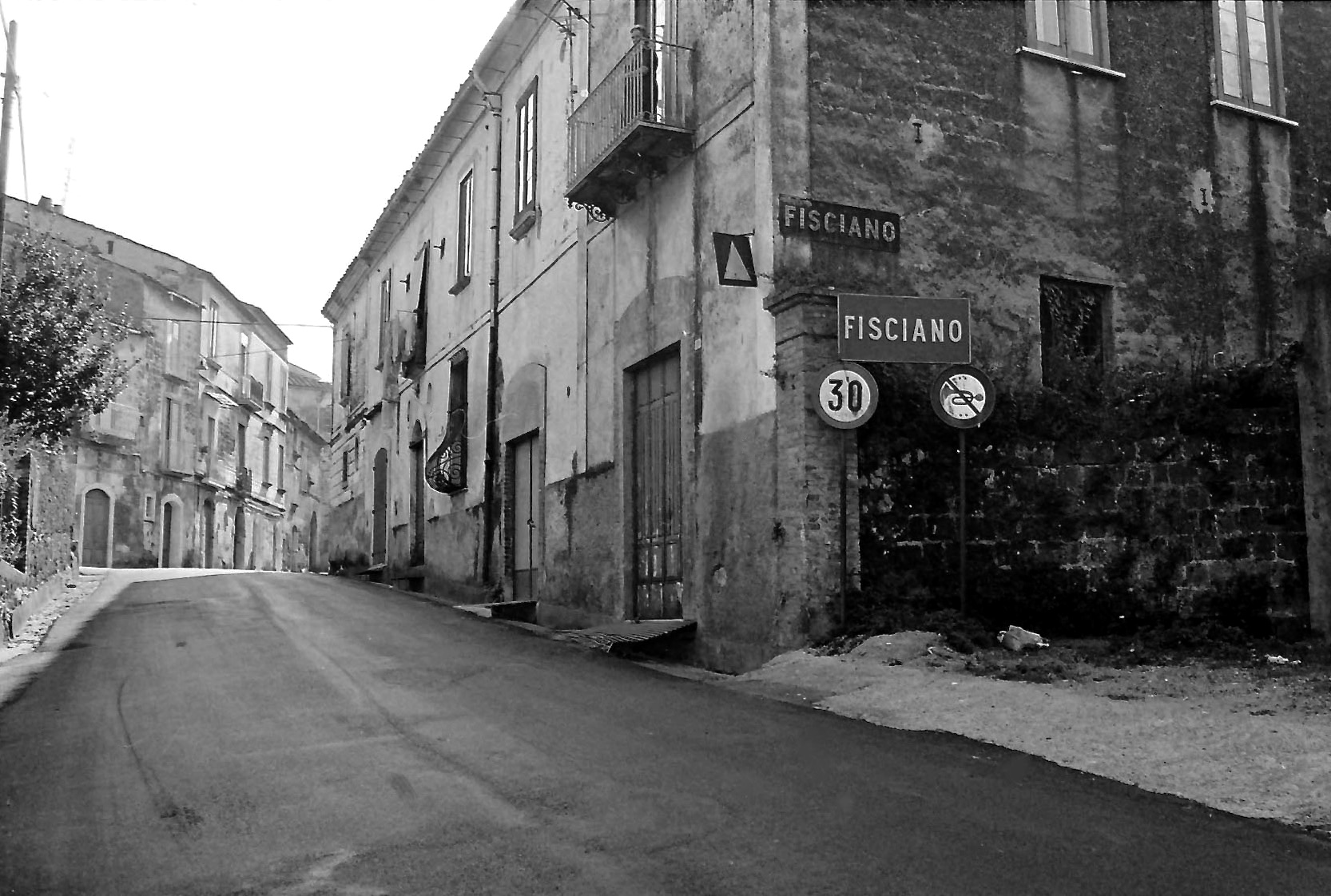
Via Giovanni De Martino, 1980

La Reale Manifattura dei Piastrinari dei Borbone, nello storico Palazzo Barra a Lancusi, era rinomata nel XIX secolo per la lavorazione di armi e coltelli, mentre era estremamente fiorente in tutto il territorio comunale la lavorazione del rame artistico, del ferro (con la produzione di serrature, chiavistelli, bilance di precisione, cancelli, letti, maniglie), del legno e della ceramica, nonché la produzione della pasta secca (con 5 pastifici attivi fino agli anni 20).

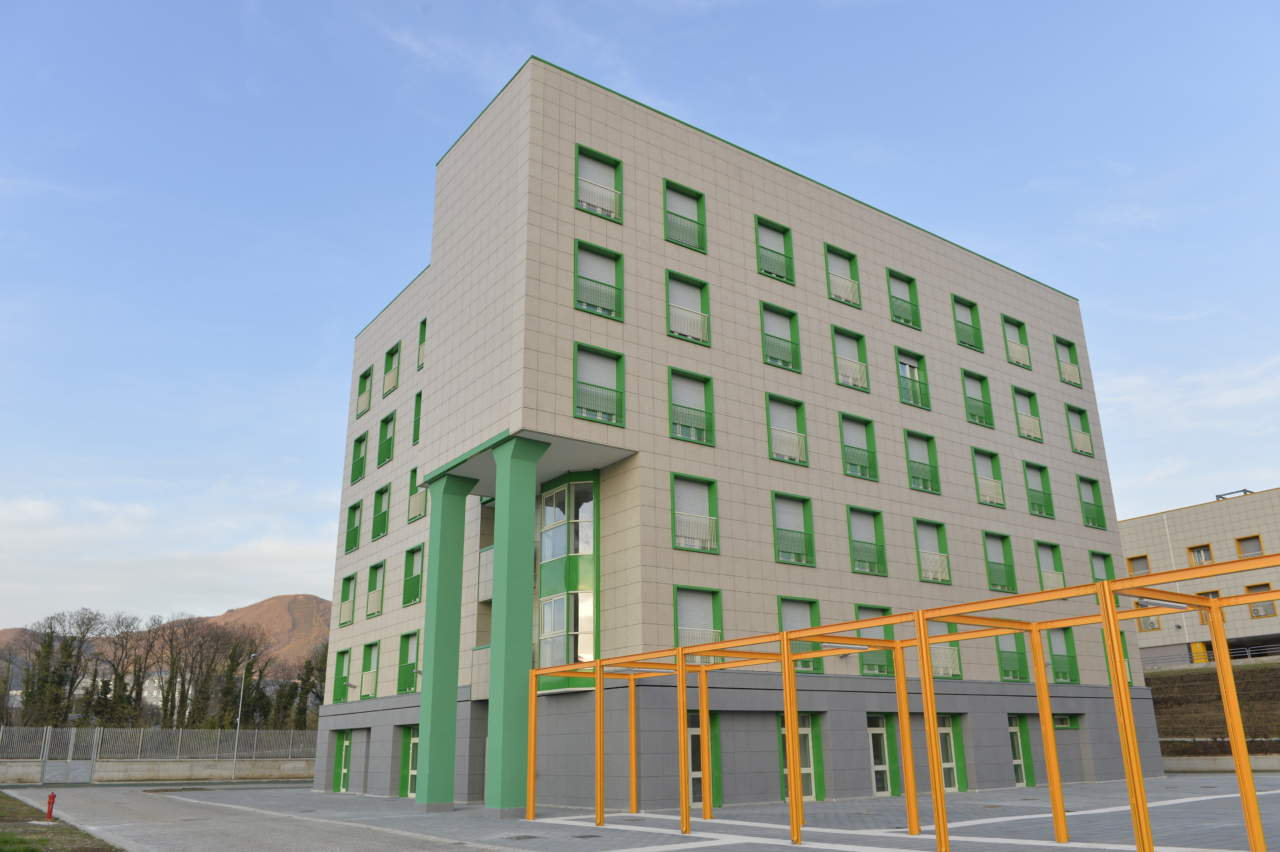
Residenza nel campus universitario

Negli anni della seconda guerra mondiale, tra il 1940 e il 1943, Fisciano fu uno dei comuni della Campania destinati dalle autorità fasciste ad accogliere profughi ebrei in internamento civile. Gli internati furono liberati con l'arrivo dell'esercito alleato nel settembre 1943.

### Simboli
Stemma

Stemma della Città di Fisciano

Lo stemma di Fisciano è stato concesso con decreto del presidente della Repubblica del 9 aprile 1979 e modificato con l'aggiunta degli ornamenti di Città l'11 maggio 2004.
Gonfalone

## Monumenti e luoghi d'interesse

### Architetture religiose
Nella città di Fisciano vi sono chiese, conventi e monasteri distribuiti tra il capoluogo e le varie frazioni.

#### Chiesa di San Pietro Apostolo

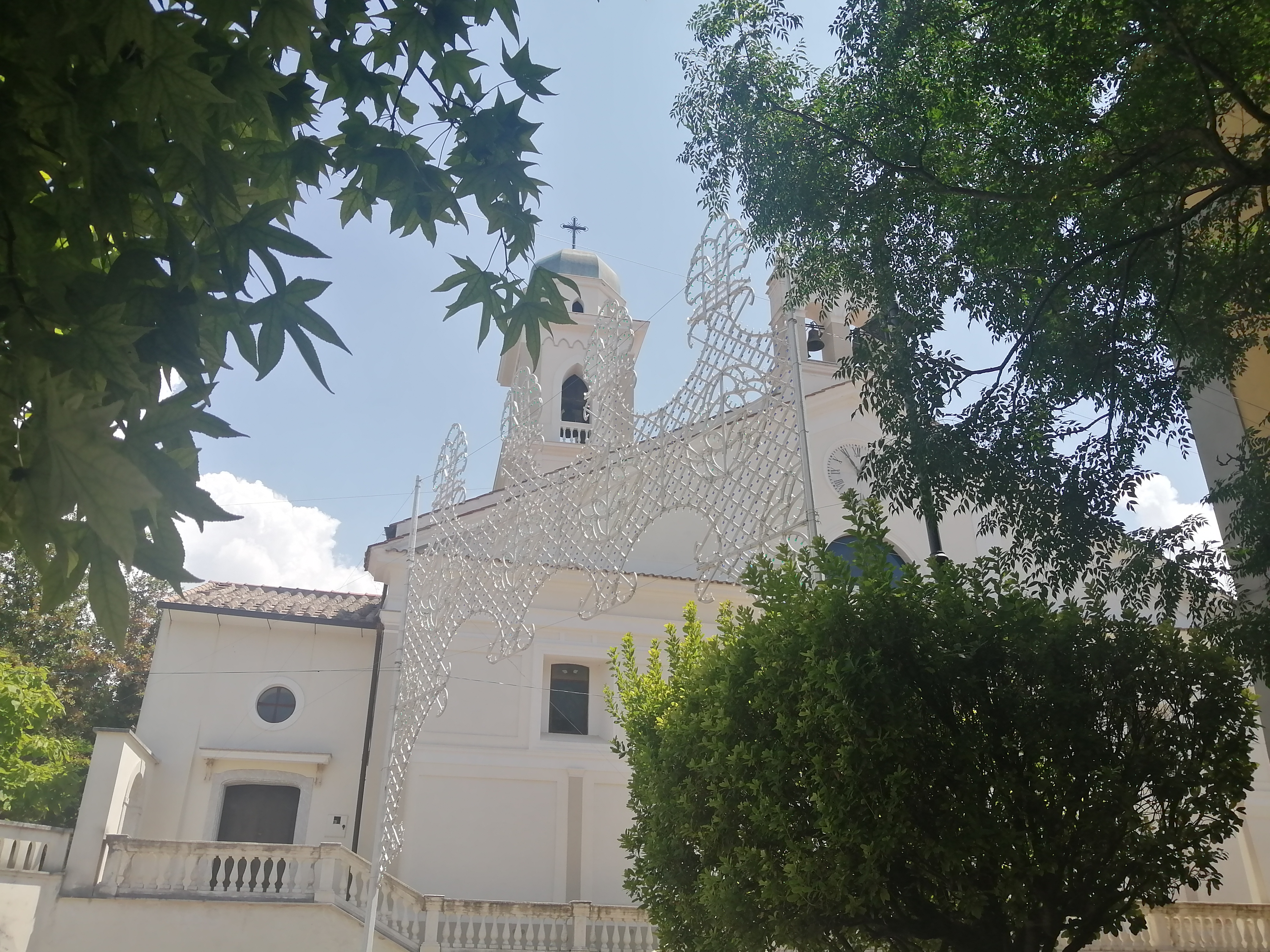
Chiesa di San Pietro Apostolo con giardini

La chiesa di San Pietro Apostolo è situata in piazza Gaetano Sessa e venera il culto del santo patrono della città di Fisciano, San Vincenzo Ferreri, di cui è conservata un'imponente statua bronzea.
La storia della chiesa è alquanto travagliata, ma si sa per certo che nel 200 a.C. avviene la costruzione di un tempio pagano, dedicato al dio Giano. In seguito, nel 1100, il tempio venne abbattuto, e al suo posto venne edificata una cattedrale dedicata all'apostolo Pietro. Durante il Medioevo, Fisciano era in continua crescita, e dopo la canonizzazione del santo Vincenzo Ferreri, il popolo di Fisciano riconobbe costui come santo patrono. 
Le prime notizie certe riguardanti la chiesa di San Pietro Apostolo in Fisciano risalgono al 1309, quando risulta esserne rettore Rainaldo Mancio da Napoli, ma è nel 1511 che viene indicata esplicitamente come parrocchia.
Nel 1811, per le pessime condizioni strutturali, viene temporaneamente sostituita nella sua funzione di chiesa parrocchiale dalla chiesa dell’ex convento di Santa Maria del Monte. A seguito del terremoto del 4 maggio 1813 essa ha subito un importante intervento di ristrutturazione, terminato nel 1816 quando nuovamente è stata riaperta al culto.
L’impianto interno si presenta a croce latina rovesciata, con il presbiterio leggermente sopraelevato rispetto alla quota d’ingresso; sono presenti cappelle gentilizie su entrambi i lati e due grandi cappelloni adiacenti la porta d’ingresso in cui sono conservate le statue di San Bernardino e San Vincenzo Ferrer, patrono della Città di Fisciano. Nella chiesa era custodito un polittico del 1526, opera del pittore salernitano Andrea Sabatini, che raffigura la Madonna delle Grazie con i Santi Francesco d’Assisi e Antonio da Padova e commissionata da una nobile famiglia fiscianese. Oggi l’opera è stata sostituita da una copia mentre l’originale è esposta al Museo Diocesano San Matteo di Salerno. La pala d’altare è opera di Vincenzo Francesco De Mita ed è stata donata da Tommaso De Falco nel 1769.
Nel corso della sua storia la chiesa ha subito numerosi restauri; il primo nel 1700, quando la chiesa venne per metà abbattuta. Il secondo nel 1720, quando la chiesa venne ricostruita, e vennero aggiunte ulteriori tele. In seguito, nel 1930, la cupola della chiesa venne demolita. Recentemente, nel 2013, si applicò un restauro, che riportò la cappella al suo antico splendore, mentre nel 2016, venne ritrovata, restaurata, e messa nella sua posizione originaria, la statua di San Pietro.

#### Confraternita del SS. Nome di Dio del Rosario e dell'Assunta
Nella parte alta di Fisciano a pochi passi dal Convento di San Giuseppe fu edificata nel XVIII secolo la Confraternita del SS. Nome di Dio del Rosario e dell'Assunta. All'interno sono conservate numerose statue, fatte in gesso, esistenti fin dalla costruzione della congrega. Progettata probabilmente dalla scuola vanvitelliana, nacque con l'obiettivo di raccogliere i numerosi bisognosi che, in seguito alle vicende storiche, necessitavano di assistenza fisica. La Congregazione del SS. Rosario si adoperò alla realizzazione di opifici che non solo creavano lavoro, ma soddisfacevano le esigenze dei più poveri. La costruzione è a tre piani che dovrebbero rappresentare i tre regni dell'oltretomba: un piano interrato, che prima dell'editto di Saint-Claude, veniva utilizzato per la sepoltura; un piano terra dove si tenevano le assemblee della Confraternita e un piano superiore dove è collocato, in fondo ad una grande sala, l'altare con una pala di Angelo Michele Ricciardi.

#### Chiesa dello Spirito Santo
La chiesa dello Spirito Santo è situata in piazza Vittorio Veneto a Fisciano, venera il culto della Madonna delle Grazie. La chiesa fa parte della Parrocchia di San Pietro Apostolo e Spirito Santo.

#### Storia della chiesa
La chiesa venne costruita verso la prima metà del 1500, per accogliere la statua della Madonna, secondo la leggenda, donata dai Francesi. Nel 1967, la chiesa principale, quella della Madonna del Fieno, venne soppressa, ed alcune statue e dipinti vengono spostati in questa cappella. Negli anni novanta, arrivano nella chiesa nuove statue, tra cui la nuova statua di San Gaetano da Thiene, Rita da Cascia, una statua di Gesù risorto, ed una della Madonna Addolorata, che vennero posizionate al posto di alcuni dipinti. Nel 2013, la chiesa subisce un restauro, e vengono aggiunte così anche nuove statue, che vanno a sostituire altri fregi, tra cui una statua di santa Filomena.

#### Monastero di San Giuseppe

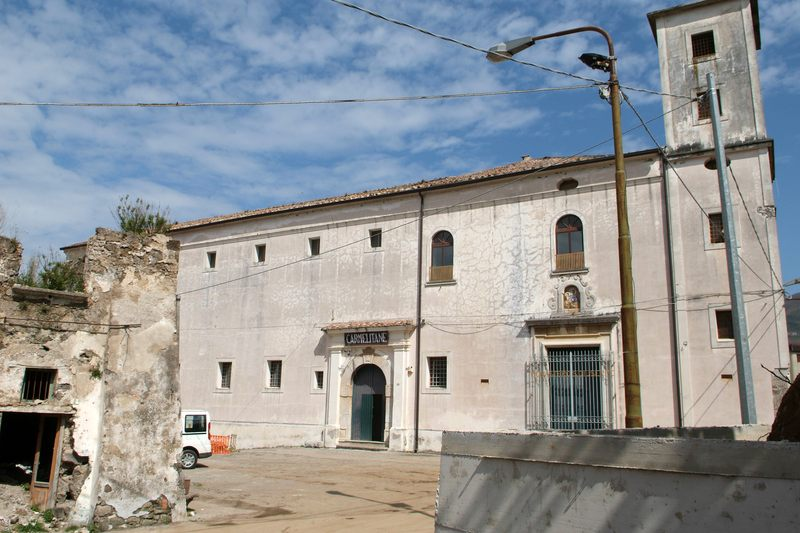
Monastero di San Giuseppe, Fisciano

Il Monastero di San Giuseppe sede delle Carmelitane è situato in piazza San Giuseppe a Fisciano.

#### Chiesa della Madonna del Fieno e Sant'Angelo

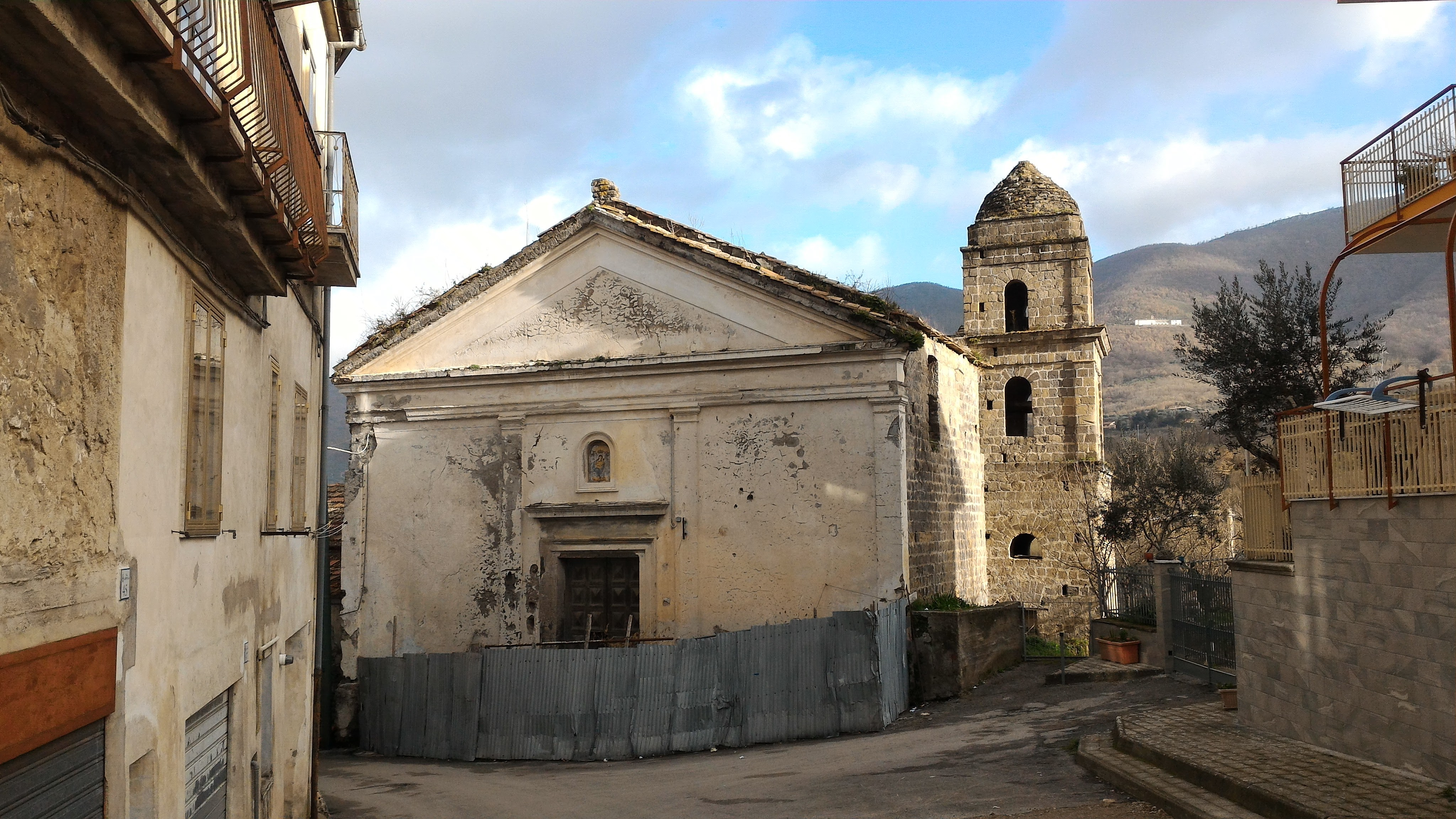
Chiesa della Madonna del Fieno, Fisciano

Le prime notizie documentarie riguardanti la chiesa risalgono al 1309. Con il titolo di S. Angelo, in tale data risulta tra le chiese del castrum Sancti Severini – antica circoscrizione con centro principale in Mercato San Severino – obbligate al pagamento delle decime pontificie. Nel 1511 è indicata come parrocchia e nell’edificio è presente il fonte battesimale, vi si conservano gli Oli santi e la SS. Eucaristia. L’edificio, situato in uno dei nuclei storici di Fisciano, contrada Sabatini, doveva con tutta probabilità soddisfare le principali esigenze religiose della popolazione del rione. Nel XVI secolo viene avviata la costruzione dell’attuale chiesa dello Spirito Santo (dai più conosciuta come chiesa della Madonna delle Grazie), più grande e nata probabilmente per sopperire alle esigenze di una popolazione in aumento. La nuova chiesa nel 1579 risulta terminata da poco e vi si trasferisce la parrocchia, che a partire dal 1703 è sempre denominata S. Angelo e Spirito Santo (con questo titolo è testimoniata ancora nel 1779).
Il complesso attuale, con annesso campanile e casa canonica, è il risultato di lavori di ampliamento della prima metà del XIX secolo. La chiesa ha una struttura interna tripartita, con una navata centrale e due piccole navate laterali suddivise da due pilastri che sostengono un arco centrale. Il portale d’ingresso è sormontato da un’edicola in maiolica datata 1833, raffigurante la Vergine col Bambino e le anime supplicanti.
Nella tradizione popolare all’originaria denominazione di S. Angelo è subentrata quella di Madonna del fieno. Tale appellativo potrebbe derivare dalla posizione stessa della chiesa, dal momento che la località sovrasta una zona della valle del Calvagnola (cd. Riosecco) per la quale è testimoniata, soprattutto per i secoli XVIII-XIX, la presenza di mulini e pastifici. Il titolo a S. Alfonso, invece, potrebbe derivare dalla presenza della statua del santo, conservata nell’edificio insieme al simulacro della Madonna delle Grazie e a quello di S. Filomena, oggi situati nella chiesa dello Spirito Santo.
Attualmente l’edificio è in stato di rudere, ma un comitato di cittadini, sostenuto dalla popolazione del comune e dall’associazione ViviFisciano, ne ha promosso la valorizzazione e la messa in sicurezza in vista di un possibile restauro e recupero.

#### Ex convento di Santa Maria del Monte
L'ex convento di Santa Maria del Monte conosciuto come Convento dei Cappuccini, è situato nel capoluogo della città, è un edificio di forma quadrangolare, fu costruito alla fine del Cinquecento, a spese delle tre Università, nella località detta "Lo Tuoppolo". Nel 1811 venne soppresso per poi essere riaperto nel 1817 per volere del vescovo di Salerno, monsignor Pinto, fino al 1873 quando fu chiuso di nuovo. Nel 1903 fu riammessa la comunità religiosa e nel 1955 venne costruito il secondo piano per ospitare lo studentato in teologia e filosofia. La chiesa del convento, ovvero, la chiesa della Santissima Trinità ospita una pala attribuita Francesco Curia. Attualmente versa in forte stato di degrado e abbandono.

#### Chiesa di San Martino Vescovo
La chiesa di San Martino vescovo, i cui primi riferimenti storici risalgono al 1092, è situata in piazza Antonio Negri a Gaiano di Fisciano e venera il culto Sant'Antonio di Padova.

#### Chiesa di San Quirico Martire
L'attuale chiesa di San Quirico posta nel nucleo storico di Bolano era originariamente una cappella dedicata a Santa Maria del Carmine con legati alla Congrega della Carità di Fisciano. Fu individuata quale sede parrocchiale in alternativa dell'antica Chiesa di San Quirico posta fuori paese in località Rio Secco, ancora oggi indicato dai toponimi popolari con "area San Quirico". Chiesa antichissima, abbandonata perché spesso inutilizzabile per le inondazioni del vicino rio. Diroccatasi, allo stato attuale il sito è individuabile per la presenza di un immobile edilizio adibito a residenza. L'impianto architettonico è a navata unica, con la parte finale dell'abside coperta con volta a botte sulla quale degli stucchi definiscono un sorta di cassettonato; La peculiarità planimetrica è data dal non essere perfettamente rettangolare e di avere i lati corti sghembi e paralleli al vicoletto su cui prospetta. La definizione dell'attuale presbiterio mediante una diversa copertura e la presenza dei due archi porterebbero a supporre che l'originario impianto potesse essere diverso, definendosi così una piccola cappella di campagna, posta lungo la stradina, ancora oggi visibile, che si diparte dalla strada statale e che attraversando Bolano proseguiva verso Lancusi e Penta. Solo successivamente potrebbe essere stata ampliata con il prolungamento della navata e la realizzazione del piccolo campanile. I contrafforti sulla facciata principale potrebbero essere stati realizzati a seguito dei danni provocati da un evento tellurico nei secoli scorsi. Nel cantonale sud, posti a più di tre metri d'altezza, vi sono due fregi, realizzati in pietra tufacea, raffiguranti uno il Cristo crocifisso e l'altro San Sebastiano. Queste le notizie tratte dalle poche fonti reperibili, le citazioni sono tratte dai documenti redatti dal parroco Vincenzo Negri fu Domenico per le Visite Pastorali. La più completa è quella stilata per il 2 luglio 1917. Attualmente la chiesa fa parte della Parrocchia di San Martino e San Quirico.

#### Chiesa di San Martino di Tours
La chiesa di San Martino di Tours, di cui si hanno le prime notizie nel 1309, venera il culto di San Giovanni Battista, è situata in Piazza Regina Margherita a Lancusi di Fisciano. La chiesa fa parte della Parrocchia di San Martino e San Quirico.

#### Santuario di San Michele Arcangelo

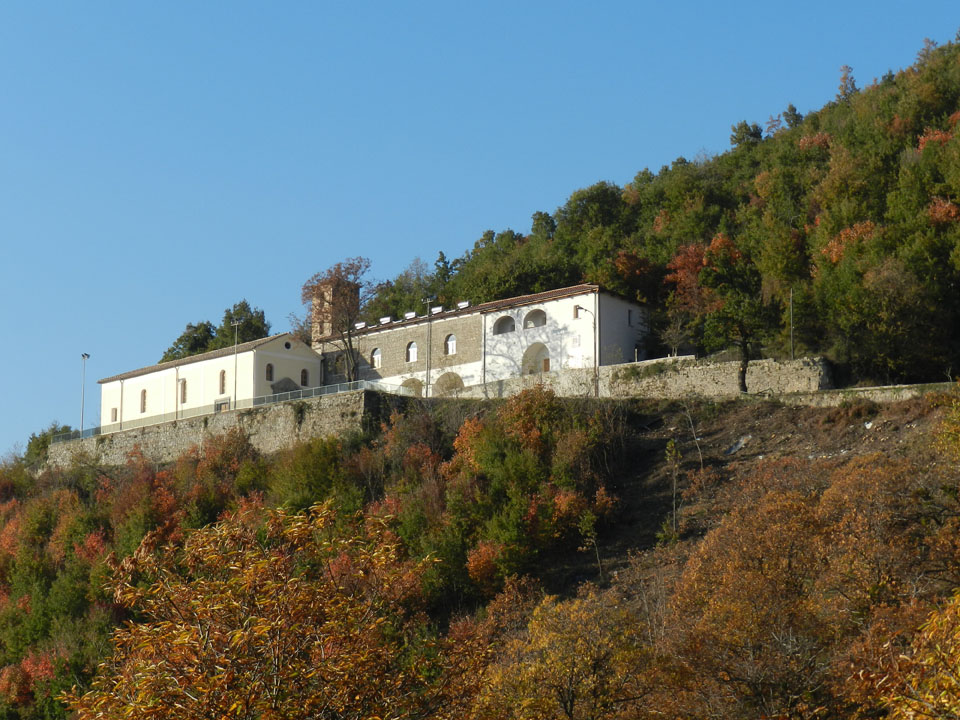
Santuario di San Michele Arcangelo, Carpineto

Il santuario di San Michele Arcangelo, situato nella frazione di Carpineto di Fisciano, è stato riaperto al culto il 5 maggio 2011, si venera il culto di San Michele Arcangelo ogni 29 settembre. Il santuario fa parte dell'Unità Pastorale Valle dell'Irno.
Le origini di questa chiesa rupestre vanno certamente collocate nei primi secoli della affermazione del cristianesimo in Campania; la grotta fu probabilmente utilizzata quale Laura da parte di monaci di provenienza orientale. In questo ambito va collocata l'immagine più suggestiva dell'intero complesso rupestre: quella della Vergine col Bambino al centro dell'altare costruito nel livello inferiore della grotta. Una immagine che è presente nella iconografia bizantina come la Madonna Platytera.
Il santuario è raggiungibile dalla frazione Carpineto di Fisciano con la strada provinciale SP 310 Carpineto-Santuario San Michele.

#### Chiesa di San Giovanni Battista
La chiesa di San Giovanni Battista e l'intero complesso che la circonda è situata in località Curteri a Carpineto di Fisciano, è ancora distrutta dal disastroso terremoto del 23 novembre 1980, che distrusse molte statue contenenti all'interno, e se ne salvarono solo due (oggi conservate nella chiesa di San Nicola di Bari). La chiesa fa parte della Parrocchia di San Giovanni Battista e San Nicola di Bari.

#### Chiesa di San Nicola di Bari
La chiesa di San Nicola di Bari, situata in via San Nicola a Carpineto di Fisciano, fu riaperta al culto il 19 agosto del 2011, dopo il disastroso terremoto del 23 novembre 1980, dove si salvarono miracolosamente le statue di San Giovanni Battista e San Nicola, mentre le altre sono rimaste distrutte sotto le macerie. La chiesa fa parte della Parrocchia di San Giovanni Battista e San Nicola di Bari.

#### Cappella di Santa Maria del Carmine
La cappella di Santa Maria del Carmine detta anche Cappella Galdieri, situata in via Raffaele Maria Galdieri a Carpineto di Fisciano è di proprietà privata.

#### Cappella di San Vito Martire
La cappella di San Vito Martire ha un impianto ad un'unica navata ed è situata in via Giacomo Brodolini a Settefichi di Fisciano. La cappella fa parte della Parrocchia di San Giovanni Battista e San Nicola di Bari.

#### Chiesa di Sant'Andrea Apostolo
La Chiesa di Sant'Andrea Apostolo è situata in piazza Macchiarelli nella frazione di Villa. Nel 966 la località è indicata in un contratto di fitto di una terra arborata in un luogo avente tra i confini un «ballone in sanctum andrea de eodem locum Rota», ubicazione che corrisponde all'attuale frazione di Villa. La chiesa di Sant'Andrea Apostolo, risulta agli atti una testimonianza antichissima risalente al I sec. d.c. Presenta uno schema ad unica navata, sul cui fondo è disposto l'altare maggiore, elemento catalizzatore che divide lo spazio interno dell'aula liturgica con la retrostante sacrestia. La copertura è in capriate metalliche per la navata, ricostruite nell'intervento post sisma degli anni '80, e a volta a botte per il presbiterio e sagrestia. Immagine focale e fondale dell'aula è una tela rappresentante la Vergine Immacolata, inquadrata da cornici in gesso, lesene e timpano a conclusione. La chiesa ricade nella Parrocchia dei Santi Andrea e Lorenzo.

#### Chiesa di San Lorenzo Martire
La chiesa situata nella frazione di Pizzolano, è intitolata a San Lorenzo e le prime notizie pervenute sul sito della chiesa sono relative al IX secolo e sono ricordate in un documento dell'801: "Un certo Landulo vende una terra arbostata ” ... in loco Pozzolanu ubi pragellum dicitur”.
Della chiesa si conosce la prima notizia solo nel 1309: San Lorenzo “de Puzulano” con il Rettore Matteo ‘De Lanzano’. La sua rettoria, resa vacante per la morte di Benedetto di Boccalaporta, da Eboli, è canonicamente provvista il 18 agosto 1447, dall'arcivescovo Barnaba Orsini, nella persona del chierico Antonio Russo da Napoli, suo nipote. La relazione della visita pastorale del cardinal Federigo Fregoso la classifica tra le parrocchie dell'arcipretura di San Severino, “super strata”, ed osserva che in essa non si conservano il Santissimo Sacramento e gli Oli Santi perché “in loco solitario sita est” . (G.Crisci – A. Campana, 1962, Salerno Sacra – Ricerche Storiche – edizione della Curia Arcivescovile di Salerno).
Diviene a tutti gli effetti una chiesa parrocchiale nel secolo XVI poiché è ricordata nel 1517: Chiesa di San Lorenzo de Presolano (Dall'Arch. Dioc. Bollari cart. II). La struttura del manufatto risale al XIV secolo e consisteva in una cappella votiva del convento dei Barbuti allora esistente. La chiesa fu ricostruita nel XV secolo secondo la forma e le dimensioni attuali, la partitura decorativa a cornici e lesene risale al secolo XVI, mentre il maggiore arricchimento ornamentale avviene nel XVII secolo, con l'aggiunta di nuove cornici, capitelli, altari laterali e gruppi di cherubini sulle arcate laterali e sulla parete absidale. La chiesa ricade nella Parrocchia dei Santi Andrea e Lorenzo.

#### Cappella della Santissima Annunziata
La cappella della Santissima Annunziata è situata in via San Lorenzo a Pizzolano e ricade nella Parrocchia di Sant'Andrea e San Lorenzo.

#### Chiesa di San Bartolomeo Apostolo

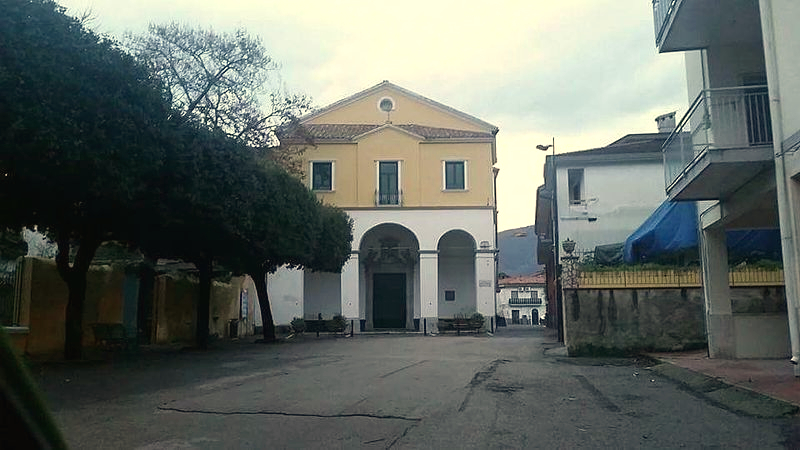
Chiesa di San Bartolomeo Apostolo, Penta

La chiesa di San Bartolomeo Apostolo, situata in piazza Parroco Giuseppe Ricciardi a Penta fu riaperta al culto il 5 agosto del 2000, dopo il disastroso terremoto del 23 novembre 1980. Successivamente, l'11 aprile 2014 è stato inaugurato il restauro dell'organo datato 1745. L'organo, composto da 800 canne, è di grandissima valenza artistica, costruito in legno di pioppo e castagno presenta intagli e fregi meccati tipicamente barocchi e costituisce un unicum che concorre, insieme al fastoso arredo dell'interno, a sottolineare la grande importanza dell'Abbazia Verginiana nel territorio della Valle dell'Irno.
Nella chiesa sono conservati vari quadri dell'artista settecentesco Michele Ricciardi, di valenza artistica sono: il portale di ingresso in pietra a opera di Cosimo Fanzago, il fastoso tavolato ligneo dipinto del settecento, le settecentesche maioliche della sacrestia, il lavabo in marmi policromi recante lo stemma dell'abbazia di Montevergine, oltre che ad un'antica statua di San Rocco, con annessa reliquia. La chiesa è la sede parrocchiale della Parrocchia di S. Bartolomeo e S. Maria delle Grazie.

#### Congrega di San Rocco
La congrega di San Rocco risalente al XVIII secolo, per molti anni adibita ad officina meccanica è situata in via Lavinaio a Penta di Fisciano. È parte integrante della chiesa di San Bartolomeo Apostolo e ricade nella Parrocchia di S. Bartolomeo e S. Maria delle Grazie.

#### Ex Convento Santa Cecilia
L'ex convento di Santa Cecilia, è situato in piazza Vittorio Emanuele a Penta, è attualmente sede di alcuni uffici dell'Università degli Studi di Salerno.

#### Chiesa di Santa Maria delle Grazie
La chiesa di Santa Maria delle Grazie venera il culto di Sant'Anna e San Gioacchino, è situata in piazza Sant'Anna a Penta, fa parte della Parrocchia di S. Bartolomeo e S. Maria delle Grazie.

#### Oratorio Immacolata Concezione
La chiesa dell'Immacolata Concezione, situata in Piazza Vittorio Emanuele a Penta, venne chiusa l'8 agosto del 2000, quando l'allora Arcivescovo di Salerno, Mons. Gerardo Pierro, inaugurò, dopo un meticoloso restauro, l'antico tempio di San Bartolomeo Apostolo. Attualmente è sede dell'oratorio parrocchiale.

#### Chiesa di Santa Maria Porta Coeli

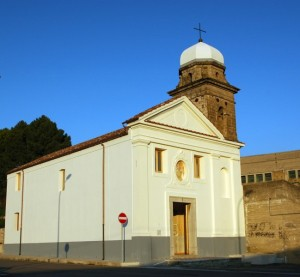
Chiesa di Santa Maria Porta Coeli, Penta

La chiesa di Santa Maria Porta del Cielo, ha un impianto ad un'unica navata ed è situata in via Gaetano Scippa, presso lo Stadio Comunale "Pasquale Vittoria" a Penta. Ricade nella Parrocchia di S. Bartolomeo e S. Maria delle Grazie.

#### Ex Monastero dei Padri Verginiani
Nel 1140 i Padri Verginiani presero possesso del monastero dedicato a Sant'Andrea, fondato probabilmente dallo stesso Patriarca dei Verginiani, San Guglielmo da Vercelli. La presenza dei Verginiani influì molto sulla coltivazione di erbe medicinali e sulla costruzione di opifici. Tanto più che nel XIV secolo Penta divenne uno dei centri più importanti della Congregazione. Attualmente il complesso è di proprietà privata e in parte è stato restaurato e adibito a residenza privata e in parte è dismesso.

#### Chiesa della Madonna del Soccorso
La chiesa della Madonna del Soccorso è situata nella frazione di Soccorso in via dell'Irpinia e fa parte della Parrocchia Santi Andrea e Lorenzo.

#### Chiesa di S. Maria delle Grazie e S. Stefano
La chiesa, a volte non riconosciuta come appartenente al comune di Fisciano, per via della sua ubicazione a Corticelle, frazione di Mercato San Severino, è comunque l'unica parrocchia di Nocelleto, frazione di Fisciano, risalente all'anno 1800.

### Architetture civili

#### Palazzo De Falco
Il Palazzo De Falco, situato nel centro storico del capoluogo, è un esempio di maestria architettonica e pittorica.

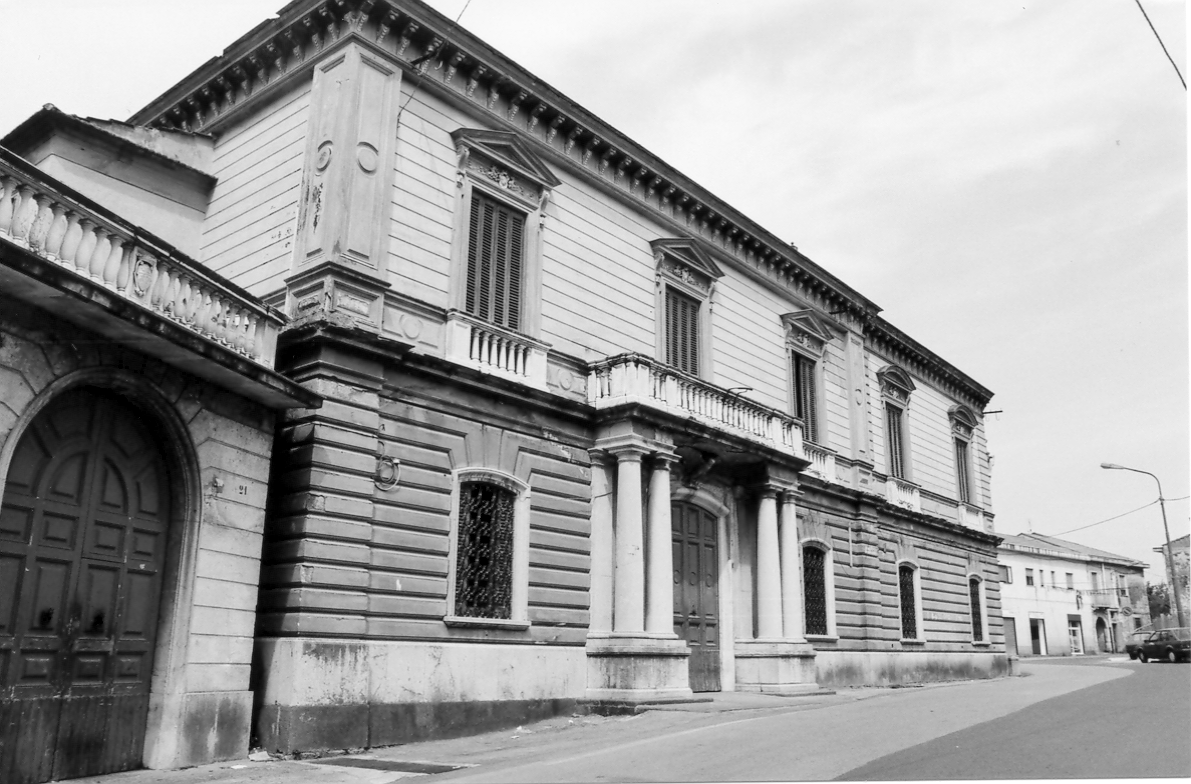
Palazzo De Falco, Fisciano

#### Obelisco di San Rocco
Monumento del 1736, spostato dalla sua antica locazione nel 1886 in piazza Vittorio Emanuele, è dedicato al Santo Patrono di Penta.

#### Palazzo Barra
Situato in piazza Regina Margherita a Lancusi, fu la sede della prima pistola automatica brevettata da Venditti nel 1800.

#### Palazzo Negri
Il Palazzo Negri è situato nella frazione di Gaiano. Il cavalier Luigi edificò la residenza estiva della famiglia a Gaiano, nel 1831, nell'antico palazzo ancora in cima al villaggio: il figlio Antonio Negri fu sindaco di Fisciano per molti anni e si adoperò per il benessere del paese portando a sue spese l'acqua anche a Gaiano e donando un secondo palazzo Negri, a Fisciano, al comune, attuale sede del municipio. La piazza principale di Gaiano è stata a lui dedicata.

#### Centro storico di Penta
Penta è la frazione più antica del comune. Il suo nome deriva dal numero greco penta, che appunto vuol dire cinque, inteso come accessi da cui si poteva entrare nell'antica città. In epoca romana è stata un avamposto militare per tutta la Valle dell'Irno, e la sua importanza strategica fu sfruttata anche nel Medioevo dai principi Sanseverino.

#### Palazzo Guerrasio (già Barracano)
Risalente al 1485, è un esempio di palazzo gentilizio a corte chiusa in muratura portante con due livelli fuori terra. Fu costruito da Giovan Battista Pacileo (Giobatta de Pacilia), ammesso dal Re di Napoli Ferrante I d'Aragona agli onori ed ai privilegi del patriziato in seguito alla partecipazione, sotto i vessilli aragonesi, connotata da coraggio e virtù, alla guerra d'Otranto del 1481 contro gli Ottomani accanto all'allora Duca di Calabria ed erede al trono Alfonso II di Napoli. Luogotenente del Gran Connestabile del Regno di Napoli Prospero Colonna (condottiero), duca di Traetto e generale dell'esercito imperiale, costruì per il figlio primogenito Ferrante il Palazzo il cui loggiato conserva colonne cilindriche poligonali istoriate ed il cui caratteristico il portale è interamente realizzato in piperno, con un affresco raffigurante una volpe caduta all’interno di un fosso. Ciò alludeva ad un avvertimento per coloro i quali si recavano dal curatore di Marina d’Aragona con l’intenzione di raggirarlo. Questo palazzo ospitò dal 1508 al 1510 Marina d’Aragona, vedova del Principe di Salerno Roberto II Sanseverino, cugina di Ferdinando II d'Aragona, Re di Aragona, Castiglia e Leon, Navarra, Sicilia, Sardegna e Napoli, zia della Regina di Castiglia Giovanna di Castiglia e prozia dell'Imperatore Carlo V d'Asburgo.

#### Centro storico di Fisciano capoluogo
Il centro storico del capoluogo si estende per 2 km partendo dalla chiesa della Madonna del Fieno fino al nucleo di Carpineto. Camminando su un'antica strada del V secolo, si possono trovare delle trincee utilizzate durante i due conflitti mondiali sulla base del Rio Secco. Si possono inoltre trovare numerose tenute abbandonate percorrendo le strade di campagna. Sono inoltre di notevole rilevanza storica le antiche botteghe dei ramai, l'ex complesso cimiteriale annesso alla chiesa di Via Capella e l'antica strada Medievale che porta a Carpineto.

#### Orfanotrofio "Giulio Risi"

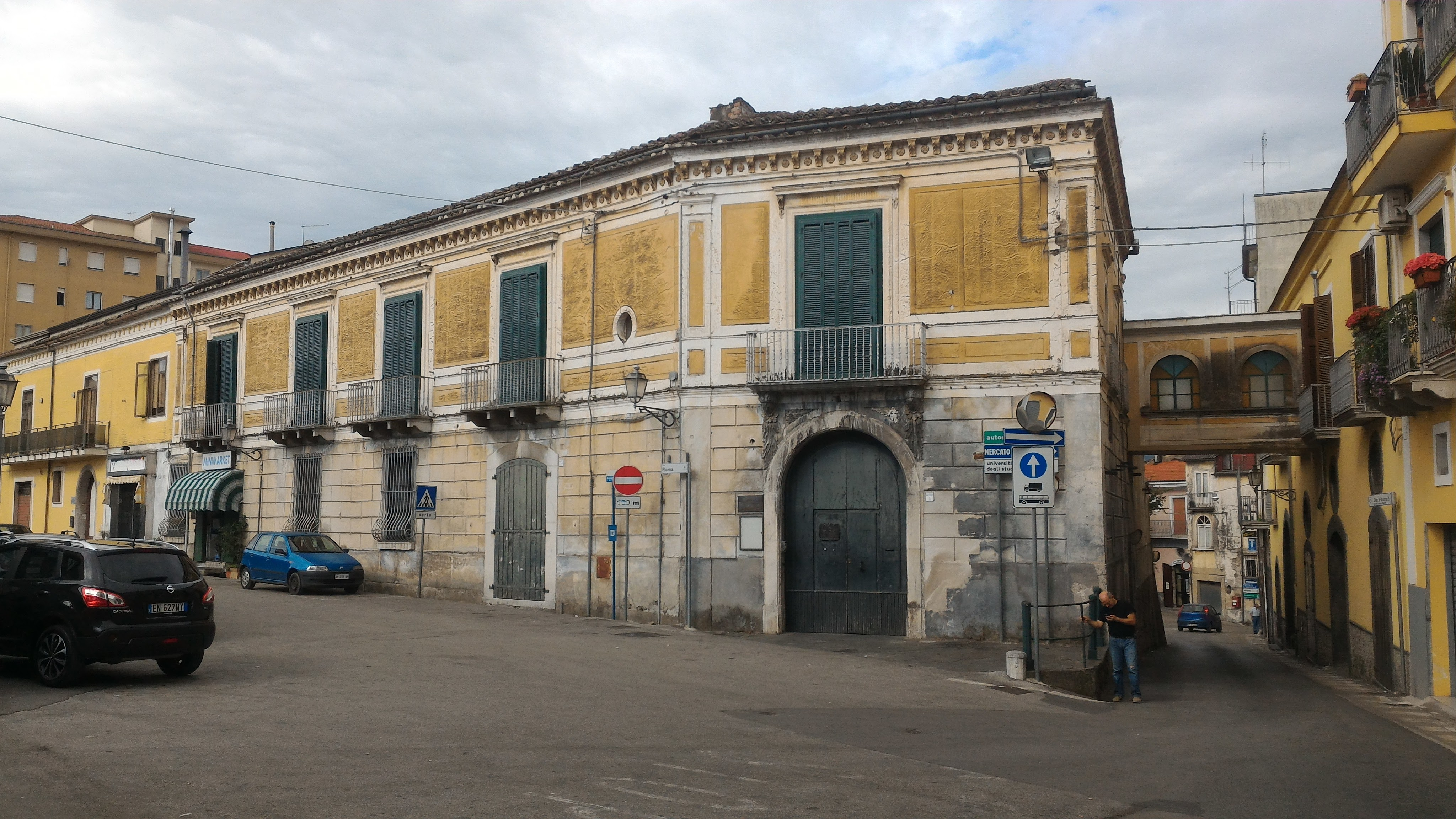
Orfanotrofio "Giulio Risi", Fisciano

L'orfanotrofio "Giulio Risi" risale al XVII secolo, è situato in piazza Vittorio Veneto a Fisciano. L'edificio è un dono dell'esimia Ermelinda Risi-Colesanti, Terziaria francescana, l'istituzione dell'orfanotrofio è retta dalle suore di San Giuseppe di Chambery.

### Aree naturali

#### Frassineto

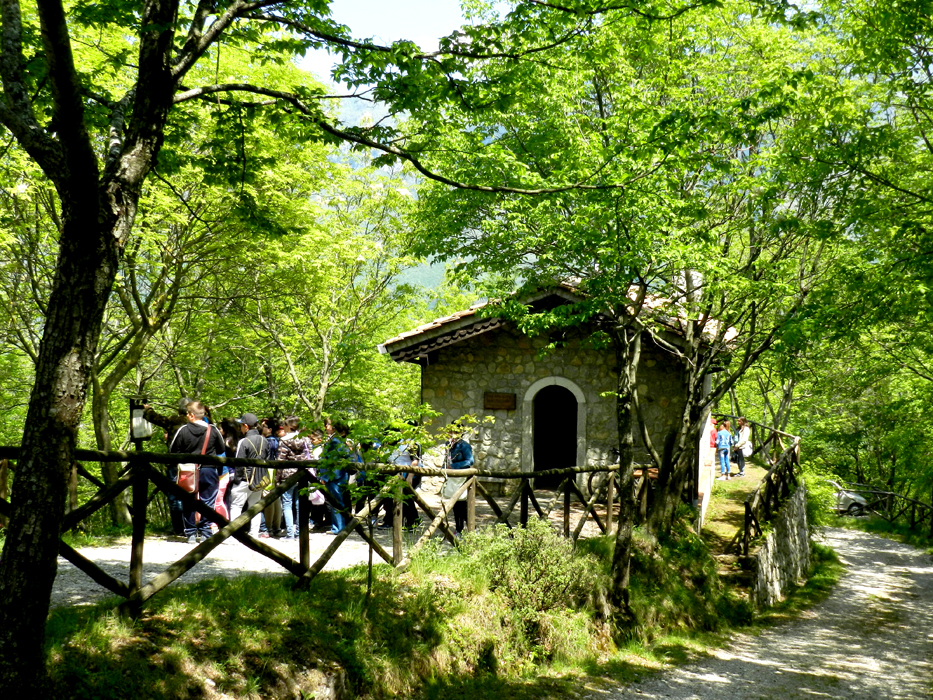
Frassineto, Gaiano

L'area naturalistica "Frassineto" si estende su una superficie di 81,25 ettari, è ricoperta interamente da bosco ceduo avviato ad alto fusto, deve la sua denominazione al frassino, largamente presente. Essa è ubicata per la maggior parte nel territorio di Calvanico (circa (77,1 ettari) e per la restante parte nel territorio di Fisciano (circa 4,15 ettari). È situata a un'altitudine media di 650 metri nella fascia di territorio tra le zone boscate dette "Acqua dei faggi" e "Costa della traversa", sulla pendice occidentale dei Monti Picentini.

#### Parco regionale Monti Picentini
Il territorio di Fisciano, rientra nel parco regionale Monti Picentini.

## Società

### Evoluzione demografica
Abitanti censiti

La significativa evoluzione demografica degli ultimi 10 anni, essendo sede della Università degli Studi di Salerno, è dovuta all'indotto generato dalla presenza delle migliaia di studenti, provenienti anche da regioni limitrofe, che spesso prendono dimora nel territorio comunale.

### Etnie e minoranze straniere
Al 1 gennaio 2023 a Fisciano risultano residenti 899 cittadini stranieri, pari al 6,38% della popolazione

### Lingue e dialetti
In tutto il territorio fiscianese si parlano la lingua italiana e il dialetto campano sud-orientale, quest'ultimo comune a diverse aree del retroterra salernitano, ma non a Salerno città (il cui vernacolo presenta invece maggiori affinità con il napoletano).

### Religione

#### Chiesa cattolica
La maggioranza della popolazione è di religione cristiana di rito cattolico; il comune fa parte dell'arcidiocesi di Salerno-Campagna-Acerno e della forania di Baronissi - Pellezzano - Fisciano - Calvanico. Presso l'Università degli studi di Salerno è presente la cappella evangelica CCEVAS.

## Cultura

### Istruzione

#### Scuole

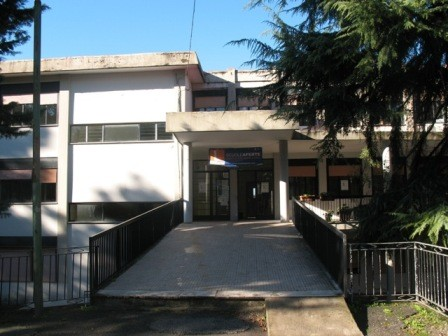
Istituto comprensivo "Rubino Nicodemi", Fisciano

La cittadina di Fisciano dispone di numerosi istituti scolastici, dislocati su tutto il territorio comunale. Le scuole dell'infanzia e primarie si trovano in quasi tutte le frazioni, mentre le scuole secondarie di I grado si trovano nel capoluogo e a Lancusi.
In breve:
- Scuole dell'infanzia: 6 scuole (con 2 sedi a Fisciano e una sede a Lancusi, Penta, Gaiano, Pizzolano);
- Scuole primarie: 6 scuole (con sede a Fisciano, Lancusi, Penta, Gaiano, Pizzolano e Soccorso);
- Scuola secondaria di I grado: a Fisciano e Lancusi.

#### Università
- Università degli studi di Salerno (campus)

### Musica

#### Gran Concerto Bandistico città di Fisciano
L'Orchestra di fiati città di Fisciano nasce nel 1984 da un'idea del dott. Gaetano Sessa e dal prof. Antonio Esposito con la denominazione di "Gran Concerto Bandistico città di Fisciano", negli anni successivi si aggiunge all'organizzazione il prof. Angelo De Carluccio. Negli anni il Gran concerto Bandistico ha riscosso molti successi, simboli ormai di una tradizione giunta oltre il 30º anno di età, avvalendosi di rinomati maestri quali: Antonio Esposito, Vincenzo Calabrese, Susanna Pescetti, Vincenzo Cammarano, Leonardo Quadrini, Anna Ciaccia, Mario Ciervo, Pino Natale, Fiorangelo Orsini, Vincenzo Cammarano. Direttore Paolo Addesso
cantanti: michela rago, antonio palumbo, anita celentano, giovanni germano
solisti: flicornino raffaele alfano, fl. soprano marco gioia, fl. tenore pino minucci, fl. baritono raffaele pacia, clarinetto solista carmelo ciociano

#### Gruppi musicali
A Fisciano sono nati negli ultimi anni gruppi musicali di genere popolare, rilevanti in tutta la zona della Valle dell'Irno, come Terraemares e 'A Voce d'o Popolo.

## Geografia antropica

### Frazioni
In base allo statuto comunale di Fisciano le frazioni sono 10:

#### Bolano
Situata a sud-ovest dal capoluogo Fisciano, da cui dista 2,30 chilometri, confina a nord con Lancusi e a sud con il comune di Baronissi. Collocato a 195 m s.l.m., conta circa 500 abitanti. I santi patroni della frazione sono San Quirico e la Madonna Addolorata.

#### Canfora
Situata a nord dal capoluogo Fisciano, da cui dista 3,13 chilometri, confina a sud con Nocelleto, a est con Pizzolano, a nord con Soccorso e il comune di Montoro e ovest con il comune di Mercato San Severino. La frazione coincide quasi del tutto con la Zona Industriale di Fisciano ed è costituita dalle località: via Cervito, via Mandrizzo e via Prignano.

#### Carpineto
Situata a nord-est dal capoluogo Fisciano, da cui dista 1,12 chilometri, confina a sud con Settefichi e a nord con Villa. Collocata a 370 m s.l.m., conta circa 450 abitanti, essa si divide in due borgate, Carpineto Superiore e Carpineto Inferiore con due chiese ben distinte, quella di San Giovanni Battista e quella di San Nicola di Bari, oggi riunite in un'unica parrocchia. I santi patroni della frazione sono San Giovanni Battista (di cui si venera il martirio) e San Nicola di Bari. A est della frazione sorge il Santuario di San Michele Arcangelo (detto Santuario di San Michele di Mezzo per distinguerlo dal Santuario di San Michele di Cima situato a Calvanico).

#### Gaiano
Situata a sud-est dal capoluogo Fisciano, da cui dista 2,46 chilometri, confina a ovest con Penta, a sud con il comune di Castiglione del Genovesi e a est con il comune di Giffoni Sei Casali. Collocata a 426 m s.l.m., è costituita da varie località, come via Mandani e via Teggiano. Il santo patrono della frazione è Sant'Antonio di Padova.

#### Lancusi
Situata a sud-ovest dal capoluogo Fisciano, da cui dista 2,04 chilometri, confina a sud con Bolano, a est con Penta, a nord con Nocelleto e il comune di Mercato San Severino. Collocata a 232 m s.l.m.. Il santo patrono della frazione è San Giovanni Battista.

#### Penta

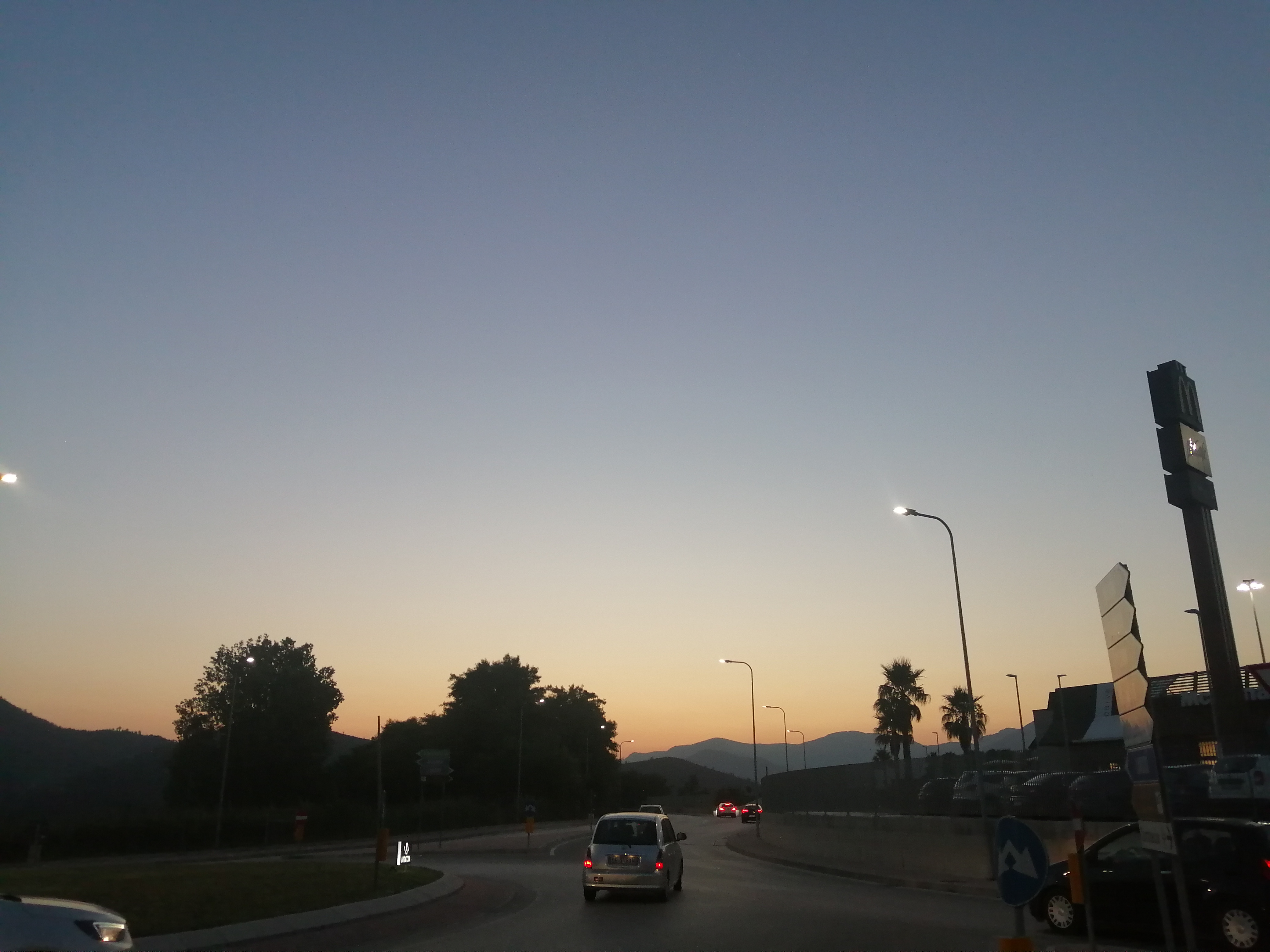
Tramonto a Penta di Fisciano

Situata a sud dal capoluogo Fisciano, da cui dista 1,85 chilometri, confina a est con Gaiano, a sud-ovest con Lancusi e a sud con il comune di Baronissi. Collocata a 260 m s.l.m., è costituita da varie località, come via Fusani, via Mariscoli e via Migliano. Essa si divide in due borgate, Capopenta e Bassopenta con due chiese ben distinte, quella di Santa Maria delle Grazie e quella di San Bartolomeo Apostolo, oggi riunite in un'unica parrocchia. Il santo patrono della frazione è San Rocco e i compatroni sono Sant'Anna e San Gioacchino.

#### Pizzolano
Situata a nord dal capoluogo Fisciano, da cui dista 1,77 chilometri, confina a nord-est con Villa, a nord-ovest con Canfora e a sud-ovest con la località Macchione. Collocata a 250 m s.l.m., conta circa 793 abitanti. Il santo patrono della frazione è San Lorenzo.

#### Settefichi
In origine Settefico, è situata a est dal capoluogo Fisciano, da cui dista 0,96 chilometri, confina a nord con Carpineto e a est con il comune di Calvanico. È collocata a 342 m s.l.m., lungo il suo perimetro è presente la cappella di San Vito, che è il santo patrono della frazione.

#### Villa
Situata a nord-est dal capoluogo Fisciano, da cui dista 1,86 chilometri, confina a sud-est con Carpineto e a nord-ovest con Pizzolano. Collocata a 400 m s.l.m., insieme alle località Vignadonica e Popa, conta circa 600 abitanti. Il santo patrono della frazione è Sant'Andrea. Nella parte alta della frazione, sulla strada che collega Villa con la Vignadonica, è presente la Confraternita del SS. Sacramento e Rosario. Villa è divenuta sede della Confraternita nel 1888, precedentemente era ubicata nella frazione di Pizzolano.

#### Soccorso
Piccola frazione, confinante con la provincia di Avellino.

## Economia

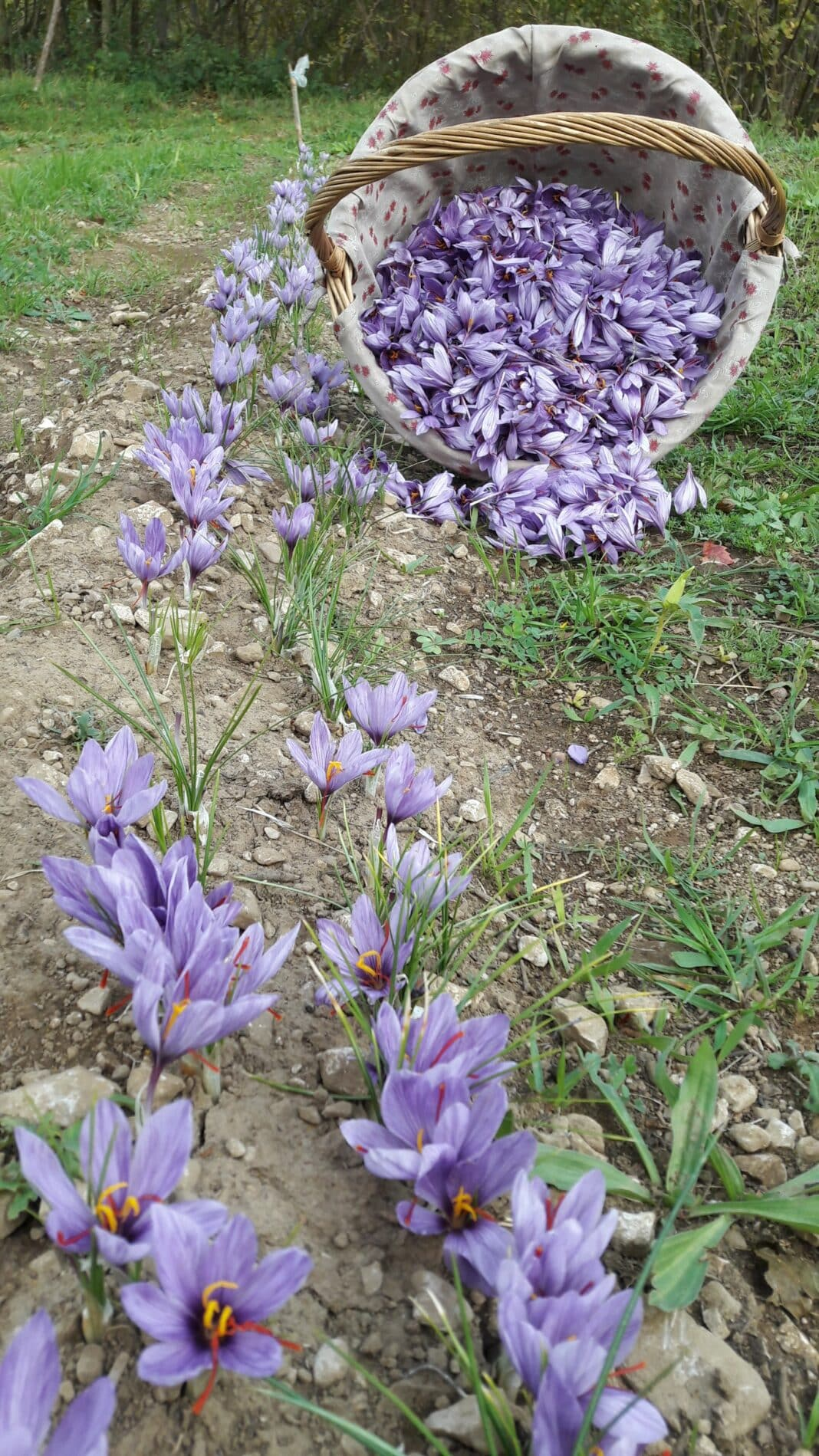
Coltivazione di zafferano nel convento delle Carmelitane

Fisciano è un comune agricolo pastorale, che negli anni scorsi ha conosciuto un importante commercio e sviluppo grazie alla lavorazione del rame. Tuttavia la lavorazione del rame è cessata agli inizi degli anni '80. Nel corso dell'ultimo decennio sono sorti numerosi impianti industriali ad opera di importanti gruppi nel settore metalmeccanico, del vetro e della plastica..

## Infrastrutture e trasporti

### Autostrade
Da giugno 2017, il territorio comunale è diventato il crocevia di tre importanti arterie stradali: il Raccordo autostradale 2, l'Autostrada A2 del Mediterraneo e l'autostrada A30.
L'A2 del Mediterraneo presenta due uscite nel territorio comunale:
- Uscita Lancusi - Baronissi Nord: situata al confine tra i comuni di Fisciano e Baronissi, è comoda per raggiungere il Dipartimento di Medicina, Chirurgia e Odontoiatria "Scuola Medica Salernitana" dell'Università degli Studi di Salerno, oltre che, i centri urbani delle frazioni Lancusi, Bolano, Penta e Gaiano.
- Uscita Fisciano Sud (solo da e per Salerno): aperta nell'anno 2007 per decongestionare il traffico dei pendolari provenienti dalla zona sud della regione diretti al campus dell'Università degli Studi di Salerno. È usata anche per raggiungere la frazione Penta e lo Stadio Comunale "Pasquale Vittoria", oltre che il centro del comune capoluogo.

Mentre, il RA2 di Avellino, presenta un'uscita nel territorio comunale:
- Uscita Fisciano Nord - Mercato San Severino: consigliata per raggiungere il campus dell'Università degli Studi di Salerno, il centro urbano del comune capoluogo, la zona industriale di Fisciano ed i centri urbani delle frazioni Pizzolano, Canfora, Soccorso, Carpineto, Villa e Settefichi.

### Strade
- Strada Provinciale 24/a via Giovanni Paolo II-Fisciano-Calvanico-bivio Gaiano.
- Strada Provinciale 24/b Bivio Gaiano-Castiglione del Genovesi-S.Cipriano Picentino.
- Strada Provinciale 24 dir. Innesto SP 24/a (Fisciano)-Innesto SP 23 (ex consortile).
- Strada Provinciale 91 Innesto SS 88-Penta-Fisciano.
- Strada Provinciale 191 Lancusi-Stazione di Fisciano-Innesto SS 88.
- Strada Provinciale 219 Baronissi-Penta-Gaiano.
- Strada Provinciale 254 Innesto SP 24-Campola-Carpineto-Settefichi.
- Strada Provinciale 310 Innesto SP 254 Carpineto-Santuario S.Michele.
- Strada Provinciale 450 Uscita Fisciano-Università.
- Strada Provinciale 451 Autostrada A2 uscita Università-Innesto SP 91.

### Ferrovie
La Stazione di Fisciano, è situata nella frazione Bolano. Raggiungibile con mezzi pubblici (autobus), è dislocata a ridosso della Strada statale 88 dei Due Principati. Fa parte della linea ferroviaria Salerno-Mercato San Severino.

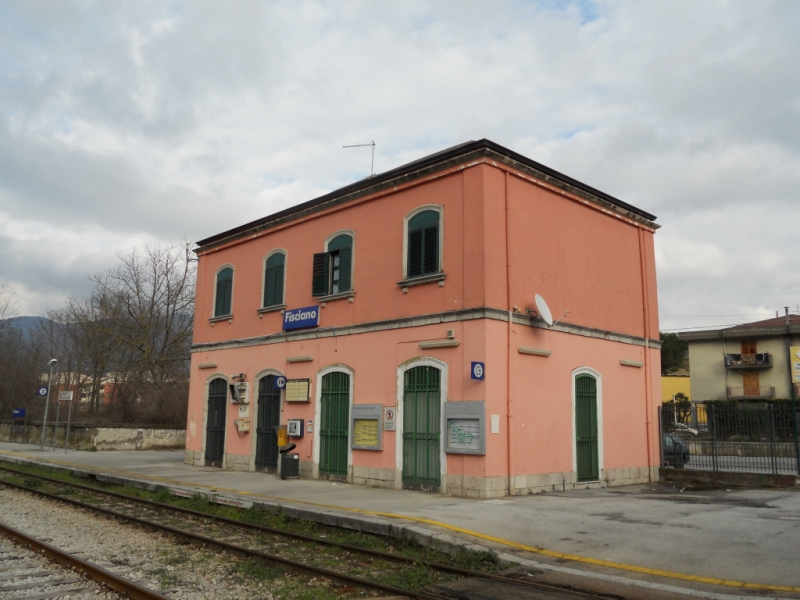
Stazione ferroviaria di Fisciano

## Amministrazione
| Periodo | Periodo   | Primo cittadino   | Partito                      | Carica      | Note |
| ------- | --------- | ----------------- | ---------------------------- | ----------- | ---- |
| 1988    | 1990      | Antonio Ariano    | Democrazia Cristiana         | Sindaco     |      |
| 1990    | 1993      | Tommaso Amabile   | Democrazia Cristiana         | Sindaco     |      |
| 1993    | 1994      | Umberto Fiorillo  | Democrazia Cristiana         | Sindaco     |      |
| 1994    | 1996      | Gaetano Sessa     | Partito Popolare Italiano    | Sindaco     |      |
| 1996    | 1996      | Emiddio Sansone   |                              | Commissario |      |
| 1996    | 2001      | Giovanni Sessa    | Partito Popolare Italiano-DL | Sindaco     |      |
| 2001    | 2005      | Gaetano Sessa     | La Margherita                | Sindaco     |      |
| 2005    | 2006      | Ester Fedullo     |                              | Commissario |      |
| 2006    | 2015      | Tommaso Amabile   | Lista civica                 | Sindaco     |      |
| 2015    | 2016      | Giuseppe Forlenza |                              | Commissario |      |
| 2016    | in carica | Vincenzo Sessa    | Lista civica                 | Sindaco     |      |

### Altre informazioni amministrative
Il comune fa parte della Comunità montana Irno - Solofrana e dell'Unione dei Comuni dell'Irno. Le competenze in materia di difesa del suolo sono delegate dalla Campania all'Autorità di bacino regionale Destra Sele.

## Sport
Nel territorio è presente una squadra di calcio, denominata "ASD Comunale Fisciano".

### Impianti sportivi
Il principale impianto sportivo presente sul territorio di Fisciano è lo Stadio Comunale "Pasquale Vittoria", situato a Penta in via Gaetano Scippa. Altri impianti sportivi sono il Campo Sportivo "San Quirico" a Bolano in via Siniscalchi, il Campetto di Calcio e il Bocciofilo in via Adamo Fortunato a Penta.